# كريس كروكر
كريستوفر دارين كانينغهام ويعرف باسم كريس كروركر (بالإنجليزية: Chris Crocker)‏ ولدّ في 7 ديسمبر 1987، هو أحد مشاهير الإنترنت أميريكي الجنسية يعيش في لوس أنجلوس، كاليفورنيا. هو مدوِّن، كاتب غنائي ومغني، إضافةً لكونه ممثل إباحي سابق. إكتسب شهرةً عالمية في سبتمبر 2007 بسبب فيديو فيروسي أشتهر باسم «دعوا بريتني وشأنها!» حيث إمتلأت عيناه بالدموع مدافعًا على المغنية بريتني سبيرز في أدائها في حفل جوائز الاغاني المصورة إم تي في لسنة 2007. وخلال يومين فقط من نشره للفيديو وصل عدد المشاهدين إلى 4 ملايين مشاهد. تلقى الفيديو اهتمام الإعلام دوليًا، وأثار المئِات من الانتقادات والمحاكاة الساخرة لكروكر بشأنه.

## نشأته
ولد كروكر في شرقي تينيسي بالولايات المتحدة لزوج من المراهقين، وتولى أجداده الاعتناء به. كروكر قال أنه قُبل «برفع الحواجب» عندما أحضر دميّة باربي إلى روضته من أجل نشاط اعرض وتحدث بدلاً من ألعاب أو شخصية عمل ترتبط تقليديًا أكثر مع الأولاد. تابع كروركر العيش في مسقط رأسه تينيسي طول فترة صباه، ودخل في نظام تعليم منزلي بسبب تهديده بالقتل، والتنمر عليه بملابسه ومكياجه. خاصةً بعد مزاعم تحرش من قبل مدرب الصالة الرياضية المرتهب من المثلية بالمدرسة الثانوية. عاش كروكر مع أجداد خمسينين مسيحيين أصوليين الذين واصلا تربيته حين لم يكن والديه المراهقين القدرة على ذلك. عرف جده القليل عن شهرته على الإنترنت، في حين قبلت جدته على مضض الظهور في بعض فيديوهاته.

## مسيرة التدوين المرئي

### الأسلوب وصقل نفسه
التدوينات المرئية لكروركر لم تكن خاضعة لأي نوع من الرقابة وبلا حدود، وكونه جنوبي ومثلي بشكل واضح، تسبب ذلك في إنعزاله حيث يعيش في بلدة "ضيقة الأفق" قابعة في جغرافيا الحزام الإنجيلي. وقال كرور أن توجهه الجنسي ومصارحته بها كانت ضمنية ومن النادر أن تناولها وتم تقبلها في مسقط رأسه. حسب كروكر، فإن جدّته حينما تبين لها أنه مثلي الجنس قالت "أنهُ بحاجة إلى طرد الأرواح الشريرة منه". كروكر الذي يرثي إنعدام الثقافة المثلية قال: "مسيرة فخر المثليين الوحيدة أينما أعيش، هي سريري" وهو يمسك كاب كيك قوس قزح مجمدة. وأضاف أيضًا: ليس لدينا فخر مثليين أو أعلام قوس قزح، لدينا ماي سبيس، وليس لدينا حمامات لكن لدينا المراحيض الخارجية".
كانت بدايات كروكر على شبكة الإنترنت كمحرر في مجلة إلكترونية، حيث تعرف هناك بحبيبه، والذي لم يكن يستطيع التفاعل معه إلا بواسطة الإنترنت والهاتف. في وقت لاحق، وجد كروكر منتدى منتدى آخر، حيث ساعدته مواهبه التمثيلية في الاندماج في حفلة عبر خط الهاتف نافذة من لوس أنجلوس «مع رجال سود، وممثلين بلباس امرأة سود، ومتحولين جنسيًا من كومبتون، كاليفورنيا» حيث كان بصف البِيض ويطلق عليهم «كراكر». في 16 يونيو 2006، بعد سنوات من الخبرة على الإنترنت، بدأ كروكر في رفع فيديوهات من إعداده على الإنترنت، اتسمت بأنها «غريبة ومنفردة، وساخطة على نمط حياة المثلي في بلدته».
على الرغم من أن الفيديو الذي ظهر فيه دفاعًا على بريتني سبيرز لفت أنظار الكثيرين له، فإن كروكر كان سلفًا واحد من منتجي الفيديوهات مُشَاهدةً على اليوتيوب والماي سبيس. ووصفته إم إس إن بي سي بلـ«العبادة التالية». قبل وضع الفيديو الدفاعي عن سبيرز كان كروكر بالفعل قد نشر ما يزيد عن الستين فيديو عبر الشبكتين، وقد شهدت أكثر من مليون مرة، وكانت قناة اليوتيوب خاصته على قمة التصنيف. بعض الفيديوهات نشرت على موقع أو آخر، العديد منها أصبحت «فيديوهات فيروسية».
في مايو 2007، كان كروكر مادة مطولَّة في ملف الشخصيات بالصحيفه البديلة ذا سترينجر، حيث ناقشت شهرته على الإنترنت قبل وبعد فيديو «دعو بريتني وشأنها!»، والشدائد التي جابهته. فيديوهات كروكر تضم «الاعترافات الملئية بالجنس»، و«مونولوج جامح» ويتحدث حول كل شيء من متلازمة العوز المناعي المكتسب إلى الشعر المجدل. وفي العديد من الفيديوهات يصور أدوارًا تمثيلية، مثل دور امرأة مسنة شديد التديّن في المسلسل الهزلي «عرض إيرل آني إيدنا» الذي يتعرض فيها للصورة النمطية لدى سكان جنوب الولايات المتحدة.

### «دعوا بريتني وشأنها!»

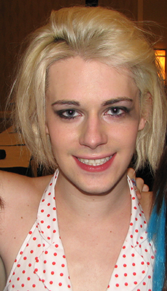
كروكر في فلوريدا سنة 2008 خلال نقاش سوبركون

حظي بأكبر شهرة بسبب الفيديو خاصته حول بريتني سبيرز، رُفّع الفيديو في 10 سبتمبر 2007، كان الجزء الأول منه نشرَّ في 9 سبتمبر 2007، ويدعى «دعوا بريتني وشأنها!، ج.1» على صفحته الشخصية في ماي سبيس، في حين أن الفيديو الشهير «دعوا بريتني وشأنها! ج.2» قد نُشرَّ على كلا الموقعين ماي سبيس، ويوتيوب.
في «دعوا بريتني وشأنها ج.1» قال كروكر عاطفيًا بأنه لا يرغب في أن تكون الجنوبية بريتني سبيرز خارجة عن السيطرة مثل آنا نيكول سميث، التي لقيت حتفها في قبراير 2007.
في نوفمبر 2010، شٌهِدَت التدوينة المرئية لما يزيد عن 35 مليون مرة، وما يزيد عن 500,000 تعليق. وكان أقصر ببضعة دقائق من الجزء الثاني، وكان فيه كروكر بالمجمل متأثر عاطفيًا غير أنه هادئ نسبيًا، ولم تنهمر الدموع إلا بالنهاية.
في التدوينات المرئية هاجم كروكر كتاب أعمدة النميمة في الصحافة، مثل بيريز هيلتون ونجم تلفزيون الواقع سايمون كاول الذي إنتقدّ الأداء الموسيقي لبريتني على مسرح جوائز الاغاني المصورة MTV لسنة 2007 المقامة في لاس فيغاس.
في غضون الأربع وعشرون ساعة الأولى من نشره، وصل عدد المشاهدين للفيديو إلى ما يزيد عن مليوني مشاهدة.
اعتبارًا من يناير 2009، تراكم عدد المشاهدات إلى 24 مليون مشاهدة وهو ثاني أعلى فيديو مناقشةً في الموقع على مر التاريخ (في كافة التصنيفات)، مع ما يزيد عن 350,000 تعليق.
«دعوا بريتني وشأنها» ((بالإنجليزية: LEAVE BRITNEY ALONE!)‏) كان أحد فيديوهات اليوتيوب تسلقًا، فوصل إلى سبعة ملايين مشاهده، الحد الأدنى المطلوب (فترة سبتمبر 2007) ليضمّ إلى قائمة «أعلى 100».
رُشِحَّ الفيديو سنة 2007 لجوائز يوتيوب بفئة التعليق.
لفت الفيديو أنظار واهتمام العالم، وأجرت مقابلات مع سي إن إن، فوكس نيوز، إم إس إن بي سي، هيئة الإذاعة الوطنية، هيئة الإذاعة الأمريكية، وعدد من قنوات الراديو والبرامج التلفزيونية الأميريكية. وعُلِقَّ على فيديو كروكر كبرى برامج التلفزيون الأميريكية مثل «المشهد»، و«عرض الليلة مع جاي لينو».
يوتيوب قالت: «أن مقطع الفيديو الميلودرامي الذي ظهر فيه كروكر جعل منه فورًا نجم يوتيوب» وأطلقت عليه اسم واحد من أفضل الفيديوهات لسنة 2007. مجلة وايرد منحته لقب أفضل فيديو لسنة 2007.
على الرغم من أنه يظهر بعض الأحيان في لقطات إخبارية جنبًا إلى جنب من أداء بريتني سبيرز، فإن «فن الأداء البريء» في الفيديو خاصته أصبح قصته، مع أخبار وسائل الإعلام وصناعة الفضائح والنميمة لإبداء الرأي بالموضوع.
في الفيديو، يقول كروكر «كل ما يهمكم أيها الناس أنها تقرأ وتجني المال لنفسها. إنها إنسانة! دعوا بريتني وشأنها!». كروكر قال على الرغم من أنه يمثل غالبًا في تدويناته المرئية، فإن تعبيراته في ذلك الفيديو كانت عفوية «وأتية مباشرةً من القلب»؛ رغم أنه قال في إحدى المقابلات أنه التقط الفيديو في ثانية، فقد أوضح قي برنامج مباشر جيمي كيميل! أنه يعني أن الجزء الثاني من الفيديو كان أطول.
«دعوا بريتني وشأنها!» أصبح هدف هجاء، مع فيديوهات ساخرة، من أعمال تلفزيونية ساخرة رئيسية، وأفلام. الممثل سيث غرين أدى محاكاة ساخرة لكروكر في مسلسله الكارتوني روبوب تشيكن، حيث يطلب من أن «يدعوا كريس كروكر وشأنه!» وبعض الفيديوهات التي كانت رد فعل على الفيديو خاصته وصفته بـ«دراما كوين» أو شخص شديد الدراما، فيما وصت مجلة وايرد الفيديو «أوصل العالم لمستويات شماتة إلى آفاق لم ترى منذ فضية روسكو آرباكل».
في يناير 2008، الفِلم الساخر قابل الإسبارطيين استخدم الثقافة البوب وتلقى المراجعات قليلة، إلا أن إليكترونيك اوربن ريبورت بأن اللقطة الأطرف بالفِلم كانت المتعلقة بكروكر.
كلاً من كروكر والفيديو تم السخرية منها في مسلسل ساوث بارك حيث ظهر كروكر في رسم كارتوني يركض في معركة بين مختلف ميمات الإنترنت ويخبرهم بأن «دعوا الأخرين وشأنهم!».
في مارس 2008، صدرت أغنية ترانس راقصة منفردة باسم «دعوا بريتني وشأنها» على آي تونز ومواقع أخرى من قبل «دوبل جاي» الذي أشركَّ فيها اقتباسات من فيديو كروكر.

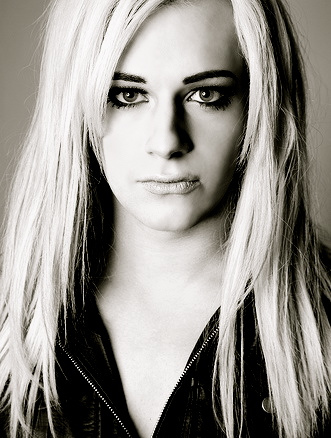
كروكر سنة 2009

بينما العديد من الأخبار ووسائل الإعلام تحدثت عن الفيديو الفيروسي، المعلقين في البرنامج الصباحي فوكس والأصدقاء على فوكس نيوز تسألا عن جنس كروكر، وقارنوا خلفية النسيج في الفيديو مع فيديوهات أسامة بن لادن.
وكرد على فكوس، قام كروكر بإنتاج تدوينتين مرئية "أخبار فوكس الرديئة" و"روزي أودونيل كان محقًا كان محقًا بشأن فوكس نيوز (فعليًا نشرت كـ"عزيزتي فوكس ’نيوز‘") كمعالجة على ما قال أنه تحيز لدى القناة، كما وصفها بـ"القناة الجمهورية، المحافظة، المصابة برهاب المثلية".
كريس قال أن مخاوف المعلقين من أن ينادوه بـ«هو/هي» وما شعره بأنه من غير الضروري السؤال عن جنسه بدلاً من التعليق على محتوى الفيديو.

## روابط خارجية
- كريس كروكر على موقع IMDb (الإنجليزية)
- كريس كروكر على موقع ميوزك برينز (الإنجليزية)
- كريس كروكر على موقع ميوزك برينز (الإنجليزية)
- كريس كروكر على موقع إن إن دي بي (الإنجليزية)
- كريس كروكر على موقع قاعدة بيانات الفيلم (الإنجليزية)
- دعوا بريتني وشأنها! فيديو على يوتيوب